# Marshall, Illinois
Marshall là một thành phố thuộc quận Clark, tiểu bang Illinois, Hoa Kỳ. Năm 2010, dân số của thành phố này là 3933 người.

## Dân số
Dân số qua các năm:
- Năm 2000: 3771 người.
- Năm 2010: 3933 người.